# 解析半群
数学、特に関数解析学の分野における解析半群（かいせきはんぐん、英: analytic semigroup）とは、強連続半群の一種である。解析半群は、偏微分方程式の解において用いられる。強連続半群と比較して解析半群は、初期値問題の解のより良い正則性や、無限小生成作用素の摂動に関するより良い結果や、その半群と、無限小生成作用素のスペクトルとの関係などを与える。

## 定義
Γ(t) = exp(At) を、無限小生成作用素 A を備えた、バナッハ空間 (X, ||·||) 上の強連続一パラメータ半群とする。Γ は次を満たすとき、解析半群と呼ばれる:
- ある 0 < θ < π ⁄ 2 に対して、連続線型作用素 exp(At) : X → X は t ∈ Δθ へと拡張される。ここで

{\displaystyle \Delta _{\theta }=\{0\}\cup \{t\in \mathbb {C} :|\mathrm {arg} (t)|<\theta \}}
である。また、s, t ∈ Δθ に対して、通常の半群の条件 exp(A0) = id および exp(A(t + s)) = exp(At)exp(As)　が成立し、各 x ∈ X に対して、exp(At)x は t の連続関数である。
- すべての t ∈ Δθ \ {0} に対して、exp(At) は一様作用素位相（英語版）の意味において、t について解析的である。

## 特徴
解析半群の無限小生成作用素は、次に述べる特徴を持つ:
バナッハ空間 X 上で稠密に定義された閉線型作用素 A が解析半群の生成素であるための必要十分条件は、半平面 Re(λ) > ω が A のレゾルベント集合に含まれ、
{\displaystyle \|R_{\lambda }(A)\|\leq {\frac {C}{|\lambda -\omega |}}}
が Re(λ) > ω に対して成立する定数 C が存在するような、ある ω ∈ R が存在することである。このとき、そのようなレゾルベント集合は実際には、ある δ > 0 に対して、扇状の領域
{\displaystyle \left\{\lambda \in \mathbf {C} :|\mathrm {arg} (\lambda -\omega )|<{\frac {\pi }{2}}+\delta \right\}}
を含んでいる。そして、上と同様の不等式がこの領域において成立する。このとき、半群は
{\displaystyle \exp(At)={\frac {1}{2\pi i}}\int _{\gamma }e^{\lambda t}(\lambda \mathrm {id} -A)^{-1}\,\mathrm {d} \lambda ,}
と表される。ここで γ は、扇状の領域
{\displaystyle {\big \{}\lambda \in \mathbf {C} :|\mathrm {arg} (\lambda -\omega )|\leq \theta {\big \}},}
に含まれるような、e−iθ∞ から e+iθ∞ への任意の曲線である。ただし π ⁄ 2 < θ < π ⁄ 2 + δ とする。